# Sierra de Doña Inés Chica
La sierra de Doña Inés Chica es un cordón de montañas situado en la Región de Atacama, al este de la ciudad de Chañaral.
Luis Risopatrón la describe con las siguientes palabras:: 303 
Doña Inés Chica (Cordillera de). Con dioritas de color claro en la falda W i rocas felspáticas, homogéneas, compactas, de varios colores, jeneralmente oscuros, verde oscuro y azulejos en la cumbre i la falda E, tiene numerosas quebradas con agua pasteo y leña en abundancia que se desprenden de las faldas del S i se levanta entre los oríjenes de las quebradas de El Carrizo i de Doña Inés Chica.